# Maria Antònia d'Àustria
Maria Antònia d'Àustria, electriu de Baviera (Viena, 1669 - ibídem, 1692) fou Arxiduquessa d'Àustria i princesa de Bohèmia i d'Hongria amb el doble tractament d'altesa reial i imperial que contragué matrimoni amb l'elector Maximilià II Manuel de Baviera.
Nascuda a Viena, capital d'Àustria, l'any 1669 essent filla de l'emperador Leopold I, emperador romanogermànic i de la infanta Margarida d'Espanya. Maria Antònia era neta per via paterna de l'emperador Ferran III, emperador romanogermànic i de la infanta Maria Anna d'Espanya i per via materna del rei Felip IV d'Espanya i de l'arxiduquessa Maria Anna d'Espanya.
El dia 15 de juliol de 1685 contragué matrimoni a Viena amb l'elector Maximilià II Manuel de Baviera, fill de l'elector Ferran I Maria de Baviera i de la princesa Enriqueta Adelaida de Savoia. La parella tingué tres fills:
- SAR el príncep Leopold Ferran de Baviera, nat a Viena el 1689 i mort tres dies després.
- SAR el príncep Antoni de Baviera, nat a Viena el 1690 i mort dies després.
- SAR el príncep Josep Ferran de Baviera, nat a Viena el 1692 i mort a Brussel·les el 1699. Era considerat l'hereu de Carles II d'Espanya.

Maria Antònia morí l'any 1692 a Viena, poc temps després, el seu marit fou elevat a la categoria de governador dels Països Baixos austríacs i es casà amb la princesa Teresa Conenguda Sobieski.